# نيكو آند ذا ناينرز
«نيكو آند ذا ناينرز» (بالإنجليزية: Nico and the Niners)‏ أغنية كتبها وسجلها الثنائي الموسيقي توينتي ون بيلوتس. صدرت يوم 11 يوليوز 2018 كواحدة من الأغاني المنفردة من ألبوم استوديو الفرقة الخامس والقادم «ترينش» (2018) بجانب أغنية «جمبسوت». صعدت الأغنية إلى الرتبة 79 على لائحة بيلبورد هوت 100 بالولايات المتحدة الأمريكية.

## تأليف
«نيكو آند ذا ناينرز» هي أغنية راب، ريغي، وموسيقى سايكدلية ويبلغ طولها ثلاث دقائق وسبعة أربعين ثانية. تضم قسما من موسيقى الراب، بعض التسجيلات الصوتية المعكوسة وقسما من إيقاع الطبول المعكوس. كما استعمل تأثير تشفير الصوت على التسجيلات الغنائية في بعض أجزاء الأغنية. الأغنية معزوفة على سلم لا صغير، وسرعة إيقاعها هي 140 في الدقيقة.

## فيديو موسيقي
صدر فيديو موسيقي ل«نيكو آند ذا ناينرز» يوم 26 يوليوز 2018. يظهر في الفيديو مغني الفرقة «تايلر جوزيف» يحمل متاعه في حقيبة ويقابل عازف الطبول «جوش دن» في مركز مدينة (معروفة باسم «ديما»)، فيتصافحان قبل انضمامهم لمجموعة من الناس يحملون شعلات وأدائهم للأغنية. تدور أحداث الفيديو بين مجموعة الناس الغامضة وطقوس أشخاص غامضين يرتدون ملابس حمراء فضفاضة.
التقط الفيديو بمدينتي «خاركيف» و«كييف» الموجودتين بأوكرانيا.
يوم 14 غشت 2018 كان عدد مشاهدات الفيديو على اليوتوب أكثر من 11 مليون مشاهدة.

## الأداء الإعلاني
بلغت "نيكو آند ذا ناينرز" الرتبة 6 على لائحة "ببلنغ أندر هوت 100 سينغلز"، وبعد أسبوع صعدت للرتبة 79 على لائحة "بيلبورد هوت 100. صعدت الأغنية أيضا إلى الرتبة 7 على لائحة "هوت روك سونغز".

## اللوائح
| اللائحة (2018)                                          | أعلى رتبة |
| ------------------------------------------------------- | --------- |
| التشيك (الاتحاد الدولي للصناعة الفونوغرافية)            | 2         |
| فرنسا (الإتحاد الوطني للنشر الفونوغرافي)                | 158       |
| اليونان (الاتحاد الدولي للصناعة الفونوغرافية باليونان)  | 46        |
| المجر (سينغل توب 40)                                    | 24        |
| المجر (ستريم توب 40)                                    | 36        |
| نيوزيلندا هوت سينغلز (ريكورديد ميوزك إن زيت)            | 7         |
| الأغاني المنفردة للمملكة المتحدة (شركة اللوائح الرسمية) | 88        |
| بيلبورد هوت 100 الولايات الأمريكية المتحدة              | 79        |
| هوت روك سونغز (بيلبورد) الولايات الأمريكية المتحدة      | 7         |